# (9436) Shudo
(9436) Shudo est un astéroïde de la ceinture principale.

## Description
(9436) Shudo est un astéroïde de la ceinture principale. Il fut découvert le 1er mars 1997 à Oizumi par Takao Kobayashi. Il présente une orbite caractérisée par un demi-grand axe de 2,45 UA, une excentricité de 0,15 et une inclinaison de 3,6° par rapport à l'écliptique.

## Compléments